# Runaway (Sophie and the Giants)
Runaway è un singolo della cantante britannica Sophie and the Giants, pubblicato il 1º novembre 2019.

## Tracce
1. Runaway – 3:21